# Vistília
Vistília (en llatí Vistilia) va ser una dama romana que va viure al segles I aC i I. És coneguda per haver estat casada amb sis marits diferents, amb els que va tenir un total de set fills, alguns d'ells personatges coneguts en la història política de l'època.
Tenia un germà, Sext Vistili, molt amic de Drus el Vell, germà de Tiberi, cosa que explica que fos una dona important i coneguda per la noblesa romana. Dels seus set marits només es coneix amb certesa el nom de Gneu Domici Corbuló, pare de Gneu Domici Corbuló, un general important a la guerra contra els parts. Altres fills van ser Cesònia, amant i esposa de Calígula, el poeta i cònsol Pomponi Segon i Publi Suil·li Ruf, cònsol l'any 46.

## Vistília prostituta
Segons Tàcit, una dona anomenada Vistília, que s'ha confós amb aquesta però segurament era una filla del seu germà Sext, era una prostituta pública que anunciava els seus serveis a través dels edils de Roma. L'any 19, el Senat romà va aprovar una llei que prohibia que cap dona romana filla, neta o esposa d'un cavaller romà pogués registrar-se com a prostituta. Va ser empresonada i jutjada pel senat per immoralitat, declarada culpable de prostitució i exiliada a l'illa de Sèrifos.